# Arakan (Cotabato)
Arakan is een gemeente in de Filipijnse provincie Cotabato op het eiland Mindanao. Bij de laatste census in 2007 had de gemeente bijna 39 duizend inwoners.

## Geografie

### Bestuurlijke indeling
Arakan is onderverdeeld in de volgende 28 barangays:
| - Allab - Anapolon - Badiangon - Binoongan - Dallag - Datu Ladayon - Datu Matangkil - Doroluman - Gambodes - Ganatan - Greenfield - Kabalantian - Katipunan - Kinawayan | - Kulaman Valley - Lanao Kuran - Libertad - Makalangot - Malibatuan - Maria Caridad - Meocan - Naje - Napalico - Salasang - San Miguel - Santo Niño - Sumalili - Tumanding |

## Demografie
Arakan had bij de census van 2007 een inwoneraantal van 38.717 mensen. Dit zijn 4.129 mensen (11,9%) meer dan bij de vorige census van 2000. De gemiddelde jaarlijkse groei komt daarmee uit op 1,57%, hetgeen lager is dan het landelijk jaarlijks gemiddelde over deze periode (2,04%). Vergeleken met de census van 1995 is het aantal mensen met 11.163 (40,5%) toegenomen.

De bevolkingsdichtheid van Arakan was ten tijde van de laatste census, met 38.717 inwoners op 693,22 km², 39,7 mensen per km².